# Orwell Prize
Il Premio Orwell (Orwell Prize) è un premio letterario assegnato alle migliori opere trattanti temi politici.
Istituito nel 1994 dal giornale The Political Quarterly, dalla Orwell Trust e dal filosofo politico Bernard Crick,  è suddiviso in 4 categorie e assegna ad ogni vincitore un premio di 3000 sterline.
La cerimonia di premiazione si svolge ogni 25 giugno, data di nascita dello scrittore George Orwell al quale il premio è dedicato.

## Albo d'oro

### Categoria libri misti (1994-2018)
- 1994: Anatol Lieven, The Baltic Revolution: Estonia, Latvia, Lithuania and the Path to Independence
- 1995: Fionnuala O’Connor, In Search of a State: Catholics in Northern Ireland
- 1996: Fergal Keane, Season of Blood: A Rwandan Journey
- 1997: Peter Godwin, Mukiwa: A White Boy in Africa
- 1998: Patricia Hollis, Jennie Lee: A Life
- 1999: D. M. Thomas, Alexander Solzhenitsyn: A Century in His Life
- 2000: Brian Cathcart, The Case of Stephen Lawrence
- 2001: Michael Ignatieff, Virtual War
- 2002: Miranda Carter, Anthony Blunt: His Lives
- 2003: Francis Wheen, Hoo-hahs and Passing Frenzies: Collected Journalism 1991-2000
- 2004: Robert Cooper, The Breaking of Nations: Order and Chaos in the Twenty-First Century
- 2005: Michael Collins, The Likes of Us: A Biography of the White Working Class
- 2006: Delia Jarrett-Macauley, Moses, Citizen and Me
- 2007: Peter Hennessy, Having It So Good: Britain in the 1950s
- 2008: Raja Shehadeh, Palestinian Walks: Forays into a Vanishing Landscape
- 2009: Andrew Brown, Fishing in Utopia: Sweden and the Future that Disappeared
- 2010: Andrea Gillies, Keeper
- 2011: Thomas Henry Bingham, The Rule of Law
- 2012: Toby Harnden, Dead Men Risen
- 2013: A. T. Williams, A Very British Killing: The Death of Baha Mousa
- 2014: Alan Johnson, This Boy
- 2015: James Meek, Private Island: Why Britain Now Belongs to Someone Else
- 2016: Arkady Ostrovsky, The Invention of Russia
- 2017: John Bew, Citizen Clem
- 2018: Darren McGarvey, Poverty Safari[6]

### Fiction politica
- 2019: Anna Burns, Milkman
- 2020: Colson Whitehead[7], I ragazzi della Nickel (The Nickel Boys)
- 2021: Ali Smith[8], Summer
- 2022: Claire Keegan[9], Piccole cose da nulla (Small Things Like These)
- 2023: Tom Crewe[10], Una nuova vita (The New Life)
- 2024: Hisham Matar[11], Amici di una vita (My Friends)
- 2025: Donal Ryan[12], Heart, Be at Peace

### Saggistica politica
- 2019: Patrick Radden Keefe, Non dire niente: un caso di omicidio e tradimento nell'Irlanda del Nord (Say Nothing)
- 2020: Kate Clanchy, Some Kids I Taught and What they Taught Me[13]
- 2021: Joshua Yaffa, Between Two Fires
- 2022: Sally Hayden, E la quarta volta siamo annegati (My Fourth Time, We Drowned)
- 2023: Peter Apps, Show Me the Bodies: How We Let Grenfell Happen
- 2024: Matthew Longo, The Picnic
- 2025: Viktorija Amelina, Guardando le donne guardare la guerra (War and Justice Diary: Looking at Women Looking at War)

### Giornalismo
- 1994: Neal Ascherson
- 1995: Paul Foot e Tim Laxton
- 1996: Melanie Phillips
- 1997: Ian Bell
- 1998: Polly Toynbee
- 1999: Robert Fisk
- 2000: David McKittrick
- 2001: David Aaronovitch
- 2002: Yasmin Alibhai-Brown
- 2003: Brian Sewell
- 2004: Vanora Bennett
- 2005: Matthew Parris
- 2006: Timothy Garton Ash
- 2007: Peter Beaumont
- 2008: Johann Hari (revocato nel 2011)
- 2009: Patrick Cockburn
- 2010: Peter Hitchens
- 2011: Jenni Russell
- 2012: Amelia Gentleman
- 2013: Andrew Norfolk e Tom Bergin
- 2014: Ghaith Abdul-Ahad
- 2015: Martin Chulov
- 2016: Iona Craig e Gideon Rachman
- 2017: Fintan O’Toole
- 2018: Carole Cadwalladr
- 2019: Steve Bloomfield e Suzanne Moore
- 2020: Janice Turner
- 2021: John Harris e John Domokos
- 2022: George Monbiot
- 2023: Gary Younge
- 2024: Wendell Steavenson
- 2025: Jenny Kleeman

### Blog (2009-2012)
- 2009: Richard Horton: NightJack– An English Detective
- 2010: Winston Smith: Working with the Underclass
- 2011: Graeme Archer: ConservativeHome
- 2012: Rangers Tax-Case

### Exposing Britain’s Social Evils
- 2015: Alison Holt
- 2016: Nicci Gerrard
- 2017: Felicity Lawrence
- 2018: Financial Times
- 2019: Max Daly, Behind County Lines
- 2020: Ian Birrell
- 2021: Annabel Deas, Hope High
- 2022: Ed Thomas, The Cost of Covid – Burnley Crisis
- 2023: Shanti Das e Mark Townsend

### Reporting Homelessness
- 2023: Daniel Lavelle e Freya Marshall Payne
- 2024: Karl Brown, Debbie Cuthbert, Stuart Potts e David Winter
- 2025: Simon Murphy

### Premi speciali
- 1997: David Lipsey
- 2004: Hugo Young
- 2007: Newsnight
- 2008: Clive James
- 2009: Tony Judt
- 2010: Norma Percy
- 2012: Christopher Hitchens
- 2013: Marie Colvin, On the Front Line
- 2014: Jonathan Freedland